# Pyrausta aurata
Espèce
Pyrausta aurata, la Pyrale de la menthe ou Pyrale dorée, est une espèce de lépidoptères (papillons) de la famille des Crambidae et du genre Pyrausta.

## Répartition
L'espèce se rencontre en Europe.

## Description
L'imago a une envergure de 15 à 18 mm. Il diffère de la Pyrale pourprée par la disposition des taches jaunes de ses ailes sur un fond plus brunâtre.

## Phénologie
L'imago (actif de jour comme de nuit), vole d'avril à fin septembre suivant les régions, sur deux générations. 

## Plantes hôtes
La chenille se nourrit sur les menthes et aussi sur d'autres lamiacées (Origanum vulgare, Salvia pratensis, Melissa officinalis, Nepeta cataria, etc.).